# Видлич (гора)
Видлич — гора в західній Болгарії та східній Сербії, у західних Балканських горах, Софійської області, між долиною річки Нішава і її правою притокою Височиця (Комштиця, Темська ріка).

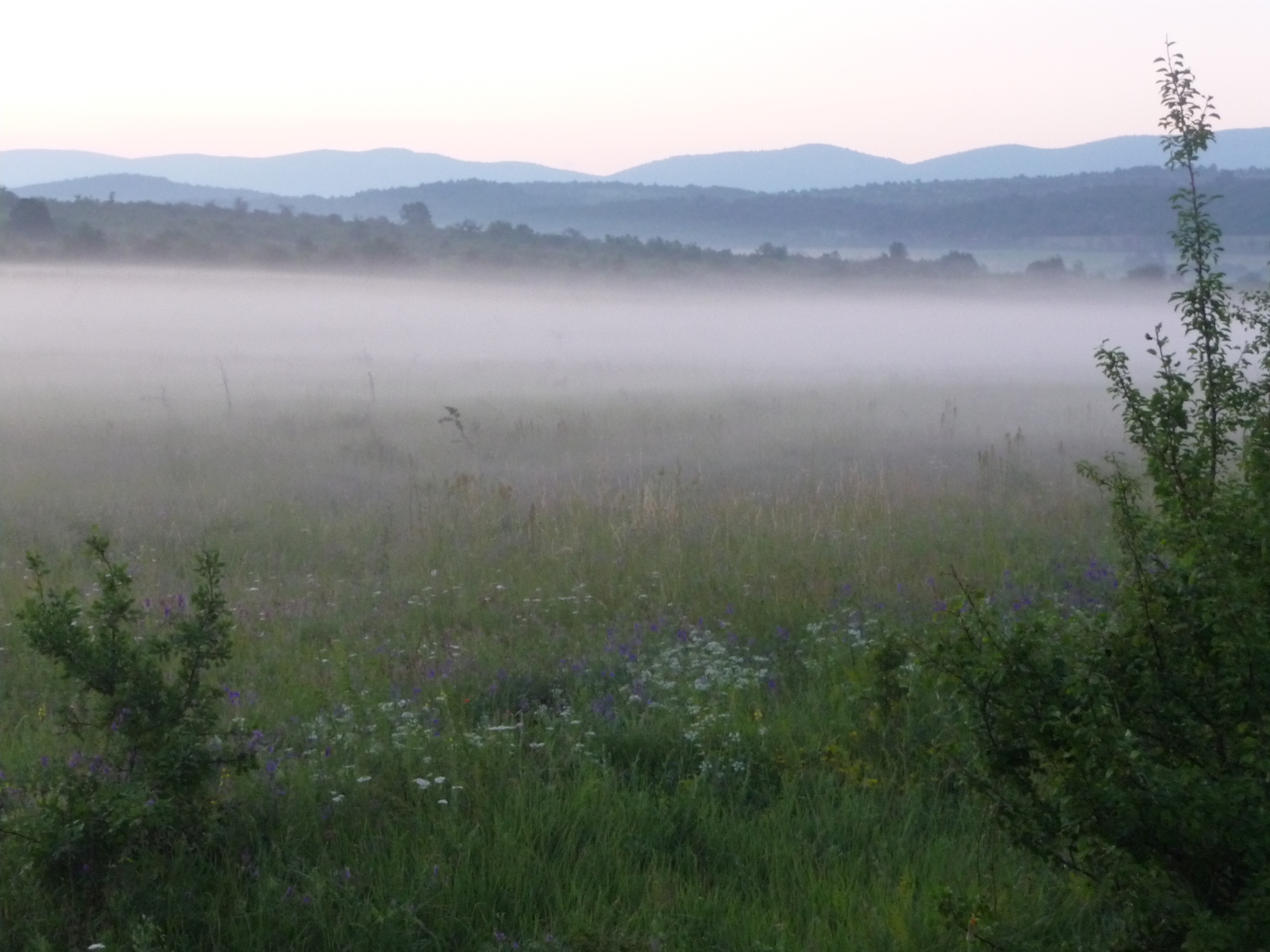
Хребет Видлича — вид з західної частини земель с. Чепирлинці, недалеко від болгаро-сербського кордону.

Гора Відлич піднімається в західній частині Балканських гір і розташована в Сербії (90 %) і Болгарії (10 %). Вона простягається з північного заходу на південний схід протягом 40 км, а її ширина досягає 10 км. На північному заході та північному сході долина річки Височиця (Комштиця, Темська ріка, права притока Нішави) відокремлює її від Чипровської і Берковської гор, які також є частинами західних Балкан. На південному заході її схили повільно спускаються в історико-географічний район Збирге і долину Нішави. Східний край гори Відлич — кряж Вучибаба.
Її найвища точка — вершина Басарський камінь (1375,5 м), розташована на території Сербії, приблизно на 9 км по прямій на схід від міста Пирот. Найвищою вершиною у болгарській частині гори є Вучабаба, 1294 м.
Гора переважно складається з юрського і тріасового вапняку. Її північні схили, що виходять на долину Височиці, стрімкі, скелясті та злегка розсічені, а південні пологі та поступово переходять у Пиротську долину і горбисту історико-географічну область Забирге. Багата на карстові форми — котли, понори та печери.
Клімат помірно-континентальний з відносно холодною зимою і прохолодним літом. З карстових джерел витікає навесні річка Забирдська (притока Нішави).
Ґрунти бурі гірськи та дернові. Гора сильно збезлісена, з частково збереженими лісами і глибоко уражена ерозією.
На південних схилах гір є села Моїнці, Гуленовці, Одоровці, Ореовиця, Нишор і Крупиць в Сербії і Станинці, Голеш і Ропот в Болгарії, а на півночі, у долини річки Височиця в Сербії — села Завой, Велика Луканя, Рисовці, Славиня, Брачевці, Ізатовці та Долишній Криводол.

## Топографічна карта
- Аркуш карти K-34-34. Масштаб: 1 : 100 000. (рос.) Зазначити дату випуску/стану місцевості.